# Catherine Denguiadé
Catherine Martine Denguiadé, eller Catherine Bokassa, född 7 augusti 1949, var kejsarinna av Centralafrika mellan 4 december 1977 och 21 september 1979. Hon var gift med Jean-Bédel Bokassa. 
Hon var en av sjutton hustrur till Bokassa, men han valde ut henne till att bli kejsarinna efter att han hade skapat det Centralafrikanska kejsardömet. Han lät kröna henne till kejsarinna 4 december 1977. Han lät utnämnda sin son med henne, Jean-Bédel Bokassa Jr. till tronföljare. 

## Biografi
Catherine Denguiadé var dotter till M. Denguiadé och Lucien Tabedier. Hon rymde hemifrån med Bokassa och gifte sig med honom som den tredje av sjutton hustrur. Giftermålet ska ha ägt rum 1964. 
Hennes make blev president 1966. I egenskap av Bokassas favorithustru blev det hon som fick delta i offentlig representation vid hans sida offentligt. Bokassa beskrivs som mycket svartsjuk, och ogillade även att någon tittade på hans hustru. Catherine Denguiadé kallades Mama Catherine och hustru nummer ett. 
Bokassa skapade Centralafrikanska kejsardömet 1976 och utropade sig till kejsare. Året därpå, 1977, valde han ut Catherine bland de övriga hustrurna att bli kejsarinna. Paret kröntes tillsammans i december 1977. Hennes kröningsklänning av Lanvin kostade staten 72 400 dollar. Hennes fyra år gamla son utnämndes vid samma tillfälle till kronprins. 
21 september 1979 avsattes maken i en statskupp i sin frånvaro. Paret befann sig i Libyen under kuppen, och återvände inte till Centralafrika utan bosatte sig i Paris. Hon separerade från maken och bosatte sig i Lausanne i Schweiz. Hon närvarade vid makens begravning 1996 och flyttade samma år tillbaka till Centralafrika.